# Cedar County, Missouri
Cedar County är ett administrativt område i delstaten Missouri, USA, med 13 982 invånare. Den administrativa huvudorten (county seat) är Stockton. 

## Geografi
Enligt United States Census Bureau har countyt en total area på 1 291 km². 1 233 km² av den arean är land och 58 km² är vatten. 

### Angränsande countyn
- St. Clair County - nord
- Polk County - öst
- Dade County - syd
- Hickory County - nordost
- Vernon County - väst